# Svarga (mythologie slave)
Pour les articles homonymes, voir Svarga.

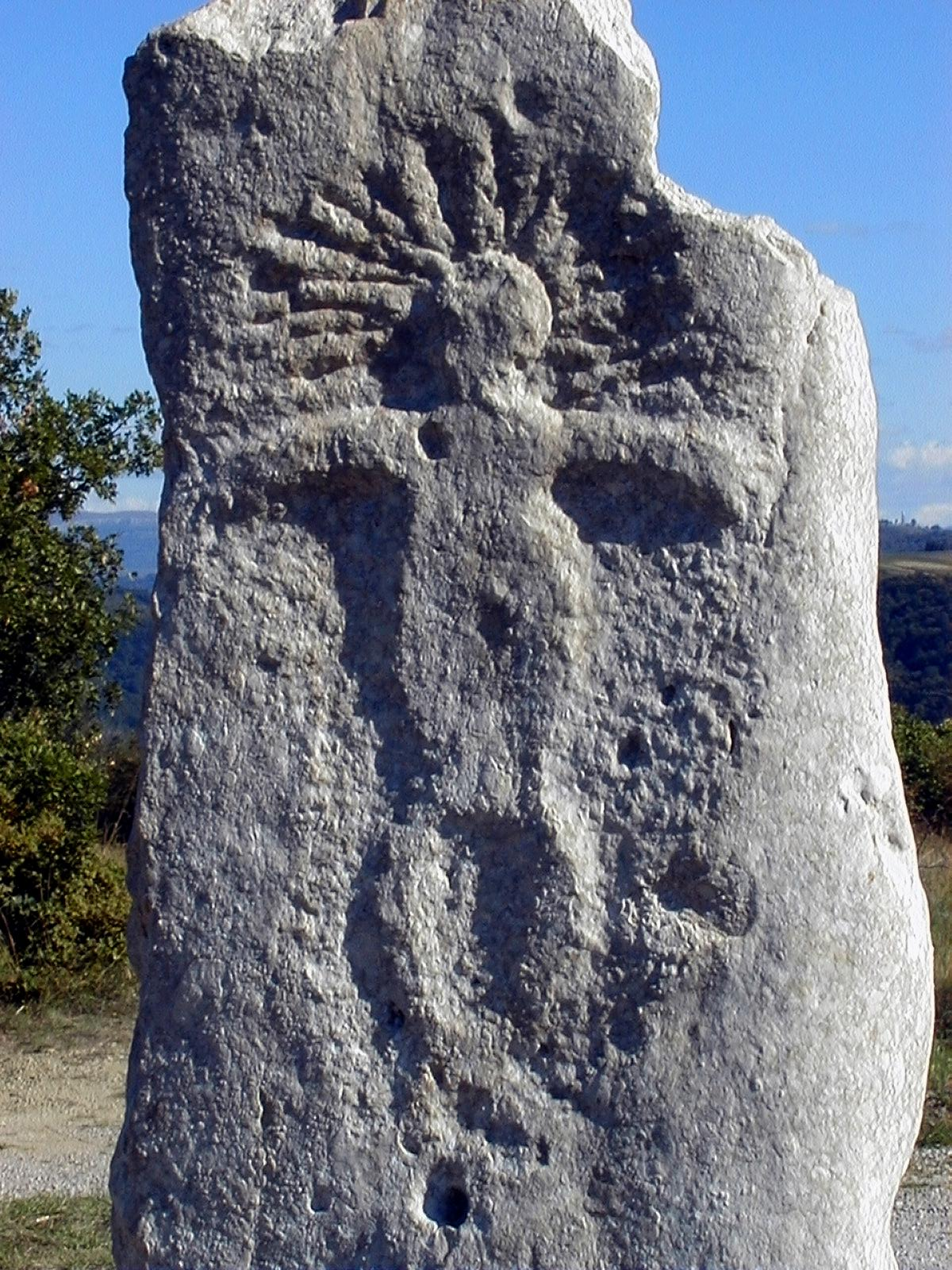
Pierre de (Slovénie),

Svarga dans la mythologie slave est le royaume des dieux le siège du Triglaf et de ses facettes. Le Svarga peut être comparé à Asgardr de la mythologie scandinave ou encore la forteresse troyenne dans l'Iliade d'Homère.[réf. nécessaire]